# Саобраћај на Малти
Република Малта је мала острвска држава у средишњем Средоземљу, што је утицало на развијеност одређених видова саобраћаја. Посебно се наглашава развијеност поморског саобраћаја, који је вековима био једина веза са остатком света. Главни саобраћајни чвор је градско подручје Ла Валете.
Малта има развијен друмски, ваздушни и поморски саобраћај. У унутрашњем промету најаважнију улогу имају друмска возила.

## Железнички саобраћај
Малта је некада имала железничку пругу, која је повезивала државне луке и касарне у унутрашњости острва, али је она укинута због неисплативости 1931. године.

## Друмски саобраћај
Укупна дужина путева на Малти је 2.254 km (2003. године), од чега је 88% са тврдом подлогом. Правих ауто-путева нема, али су путеви у земљи савремени. Главно средство јавног превоза су аутобуси (500 возила). 

## Водени саобраћај
Малта је изразита острвска земља и поморски саобраћај је веома развијен. Најбоља природна лука тзв. Велика Лука налази на источној обали и у оквиру градског подручја Ла Валете, што је и био главни разлог образовања града на овом месту. Поред ове луке постоје и мање луке - Марсамхет лука (и марина за јахте) и Марсахлок лука, намењена карго превозу. Мање острво Гоцо такође поседује луку.
Постоји развијен путнички превоз фериботима између места на Малти и Малте и околних држава (највише Италије).

## Гасоводи и нафтоводи
На Малти не постоје гасоводи и нафтоводи.

## Ваздушни транспорт
На Малти постоје 2 званично уписана аеродрома, али само је само један са IATA кодом (IATA Airport Code). То је Малтешки међународни аеродром код насеља Лика, у оквиру градског подручја Ла Валете. Други аеродром је аеродром на мањем острву Гоцо, са којим постоји свакодневна авио-веза. Оба аердрома су посебно упослена лети, током главне туристичке сезоне